# Mañihueico
Mañihueico es una localidad que pertenece administrativamente a la comuna de Hualaihué, Provincia de Palena, Región de los Lagos, Chile, se encuentra ubicada al sur del Seno de Reloncaví junto a la Carretera Austral. 
Mañihueico en lengua indígena significa lugar de mañíos.
El acceso a Mañihueico se encuentra a un costado de la Ruta CH-7, solo a 4 kilómetros de Caleta Puelche y a 6 kilómetros de la localidad de Contao.
La localidad cuenta con la escuela Rural Mañihuieco
Uno de los oficios más destacados es la construcción de botes y lanchas chilotas en los astilleros artesanales.
Mañihuieco se encuentra entre las localidades de Caleta Puelche y Contao, esta última cuenta con el Aeródromo Contao que permite su conectividad aérea con la capital regional, Puerto Montt.
Sus primeros habitantes vinieron de la localidad de Calbuco de las islas lejanas, llegaron por sus tierras y belleza natural. Desde la cordillera, la gente iba por alerce para hacer las tejuelas de sus hogares. Actualmente, son muy pocas casas las que están construida con este material.